# Tlaloque

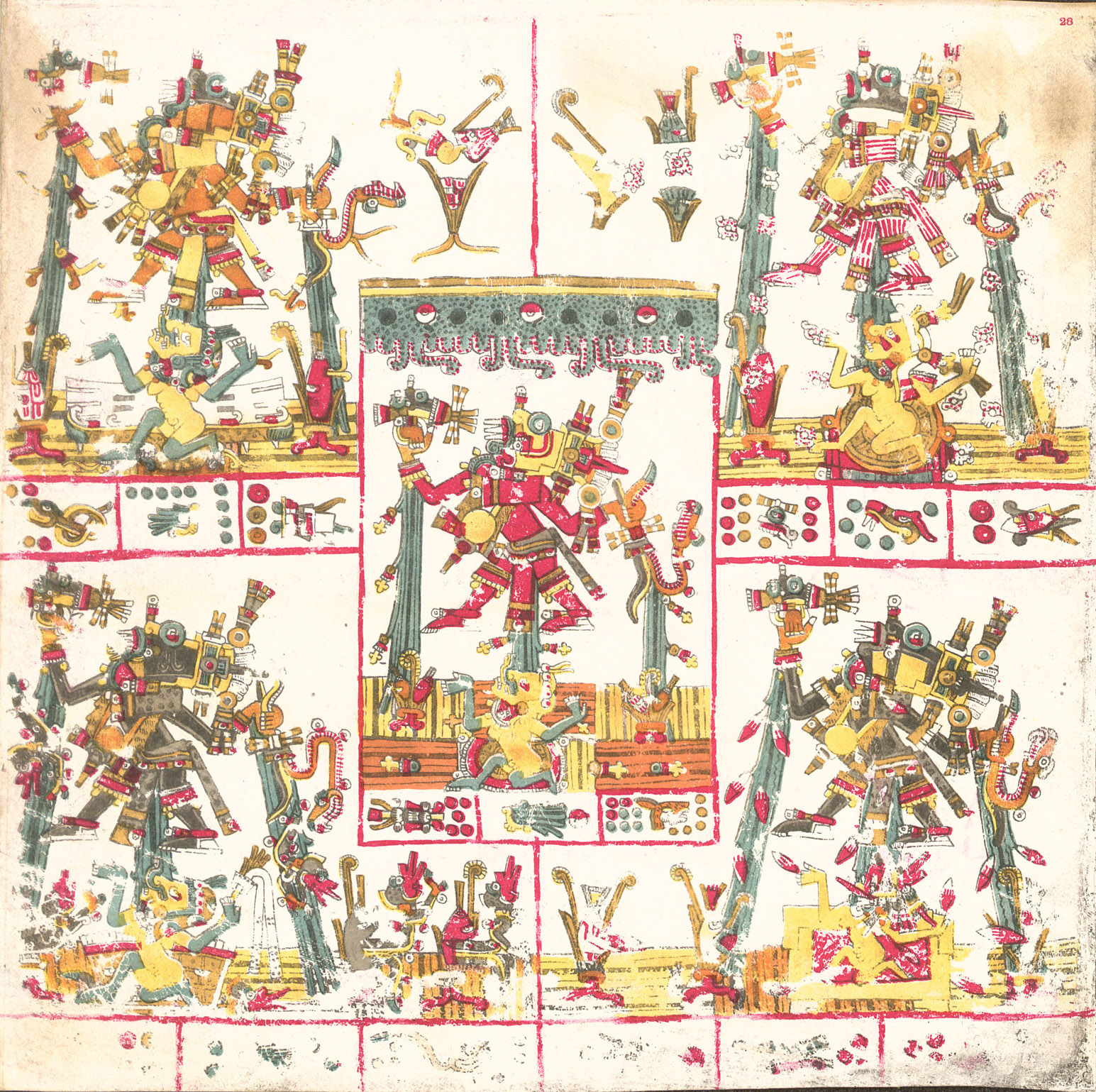
Tlaloque en el Códice Borgia.

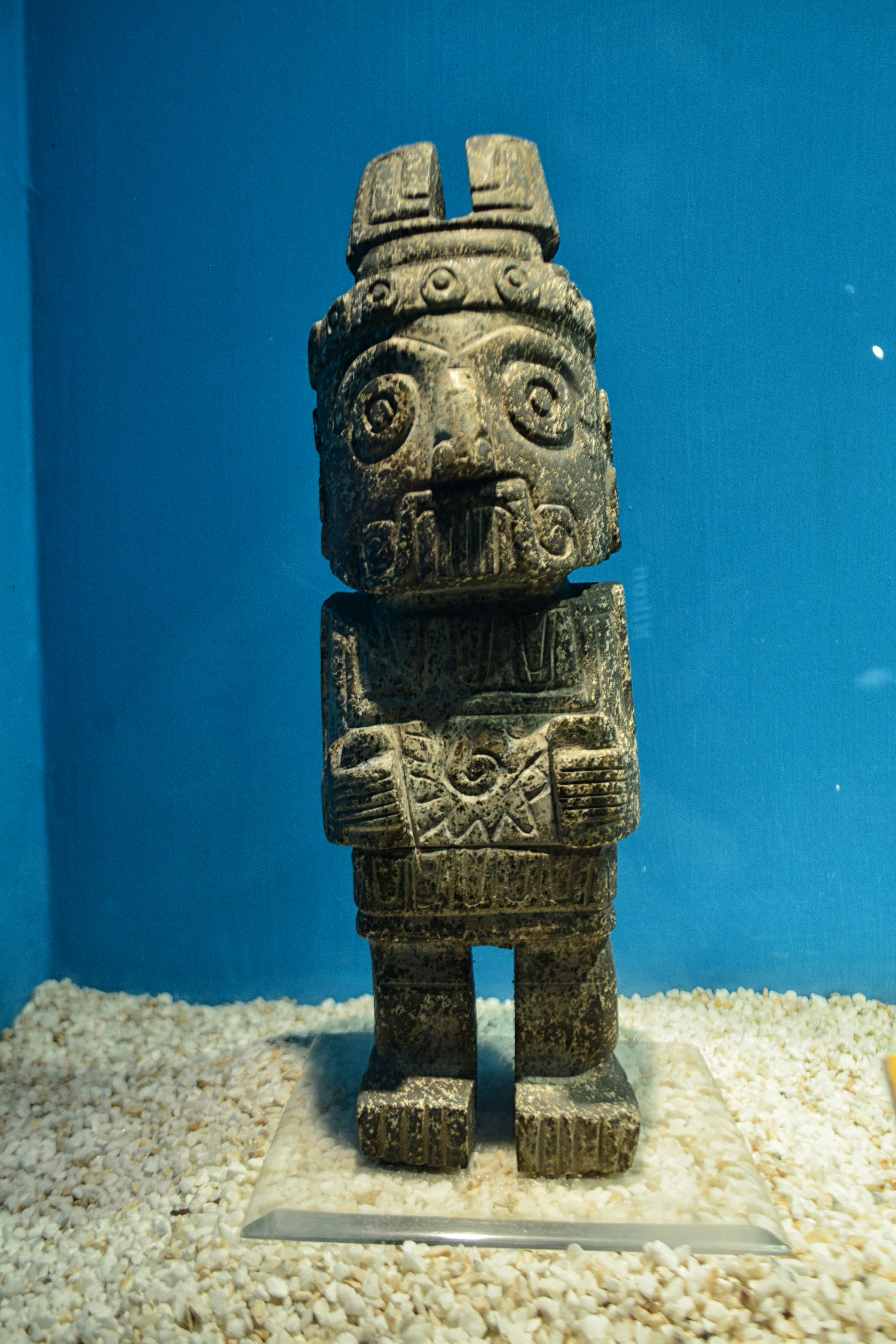
Escultura de un tlaloque. Museo del Templo Mayor, Ciudad de México.

Tlaloque (del náhuatl: Tlalohkeh ‘los dueños de Tlaloc’‘Tlaloctli, vino de la tierra; -hkeh, dueño de’) en la mitología mexica son los ayudantes de Tláloc, encargados de repartir la lluvia por la tierra en vasijas. Estos ayudantes eran almas de niños menores de 8 años en el tlalocan recinto de Tlaloc. 
Para que lloviese, decían que los Tlaloque tenían que romper su vasija, así que el trueno era el sonido que provocaba la vasija al romperse. Ángel María Garibay en su libro Teogonía e historia de los mexicanos. Tres opúsculos del siglo XVI nos dice respecto a estas criaturas: "Y este dios del agua para llover crio muchos ministros pequeños de cuerpo, los cuales están en los cuartos de la dicha casa, y tienen alcancías en que toman el agua de aquellos barreñones y unos palos en la otra mano, y cuando el dios de la lluvia les manda, y cuando atruena, es cuando quiebran las alcancías con los palos, y cuando viene un rayo es de lo que tenían dentro, o parte de la alcancía".
Estos son los siguientes tlaloque:
- Opochtli (del náhuatl: opochtli ‘el zurdo’‘opochtli, zurdo’), distribuido hacia el Norte.
- Nappatecuhtli (del náhuatl: nappateuctli ‘el cuatro veces señor’‘nappa, cuatro veces; teuctli, señor’), distribuido hacia el Este.
- Yauhqueme (del náhuatl: yauhqueme ‘vestido de pericón’‘yauhque, pericón; me, vestido’), distribuido hacia el Oeste.
- Tomiyauhtecuhtli (del náhuatl: tomiyauhtecuhtli ‘el señor de nuestras espigas’‘to, nuestro; miyauh, espigas; cuatro veces; tecuhtli, señor’), distribuido hacia el Sur.